# Okręg wyborczy North Cornwall
Okręg wyborczy North Cornwall powstał w 1918 i wysyła do brytyjskiej Izby Gmin jednego deputowanego. Okręg obejmuje północną Kornwalię. Obecnie reprezentuje do Dan Rogerson z Liberalnych Demokratów, wybrany po raz pierwszy w 2005 i ponownie w 2010.

## Deputowani do brytyjskiej Izby Gmin z okręgu North Cornwall
| Wybory | Deputowany             | Partia                                                                 |
| ------ | ---------------------- | ---------------------------------------------------------------------- |
| 1918   | Croydon Marks          | Partia Liberalna                                                       |
| 1924   | Alfred Martyn Williams | Partia Konserwatywna                                                   |
| 1929   | Donald Maclean         | Partia Liberalna                                                       |
| 1932   | Francis Dyke Acland    | Partia Liberalna                                                       |
| 1939   | Tom Horabin            | 1939-1946 Partia Liberalna 1946-1947 niezależny 1947-1950 Partia Pracy |
| 1950   | Harold Roper           | Partia Konserwatywna                                                   |
| 1959   | James Scott-Hopkins    | Partia Konserwatywna                                                   |
| 1966   | John Pardoe            | Partia Liberalna                                                       |
| 1979   | Gerry Neale            | Partia Konserwatywna                                                   |
| 1992   | Paul Tyler             | Liberalni Demokraci                                                    |
| 2005   | Dan Rogerson           | Liberalni Demokraci                                                    |